# Алидусти, Таране
Таране Алидусти слу́шайтео файле(перс. ترانه علیدوستی‎; 12 января 1984 года, Тегеран, Иран) — иранская актриса.

## Биография
Таране Алидусти родилась в семье Хамида Алидусти, игрока футбольной сборной Ирана, а её мать была скульптором. В кинематографе Таране дебютировала в возрасте 17 лет, сыграв главную роль в фильме Расула Садр Амели «Я – Таране, мне 15 лет». Эта работа принесла ей Бронзового леопарда как лучшей актрисе на кинофестивале в Локарно, а также Хрустального симурга как лучшей актрисе на кинофестивале Фаджр, что сделало её самой юной обладательницей этой премии. Таране Алидусти активно сотрудничает с выдающимся иранским режиссёром Асгаром Фархади, снявшись в целом ряде его картин: «Прелестный город», «Среда фейерверков», «О Элли» и «Коммивояжёр». За роль в последнем она претендовала на звание лучшой актрисы в основном конкурсе Каннского кинофестиваля 2016 года. Появилась она также и в фильме классика иранского кинематографа Аббаса Киаростами, сыграв одну из более чем сотни зрительниц в кинозале в фильме 2008 года «Ширин». Свои съёмки в кино Таране Алидусти совмещает с ролями в театре. В 2017 году отказалась присутствовать на церемонии кинопремии «Оскар», выразив таким образом протест в адрес политики Д. Трампа.
Таране Алидусти задержали в декабре 2022 г. после публикации в Инстаграме, посвящённой казни одного из участников протестов после смерти Махсы Амини. Алидусти критиковала в ней международные организации за то, что они не реагируют на действия властей Ирана. Спустя 3 недели была освобождена под залог.

## Избранная фильмография
| Год  |   | Русское название       | Оригинальное название          | Роль                 |
| ---- | - | ---------------------- | ------------------------------ | -------------------- |
| 2002 | ф | Я – Таране, мне 15 лет | من ترانه ۱۵ سال دارم           | Таране               |
| 2004 | ф | Прелестный город       | شهر زیب                        | Фирузе               |
| 2006 | ф | Фейерверки по средам   | چهارشنبه سوری                  | Рухи                 |
| 2008 | ф | Ханаан                 | کنعان                          | Мина                 |
| 2008 | ф | Ширин                  | شیرین                          | женщина в кинозале   |
| 2008 | ф | Сомнения               | تردید                          | Махтаб в роли Офелии |
| 2009 | ф | О Элли                 | درباره الی                     | Элли                 |
| 2012 | ф | Простой приём          | پذیرایی ساده                   | Лейла                |
| 2012 | ф | В конце восьмой улицы  | انتهای خیابان هشتم             | Нилуфар              |
| 2014 | ф | Брак                   | زندگی مشترک آقای محمودی و بانو | Саназ                |
| 2014 | ф | Атомное сердце         | مادر قلب اتمی                  | Саназ                |
| 2016 | ф | Коммивояжёр            | فروشنده                        | Рана                 |
| 2022 | ф | Братья Лейлы           | برادران لیلا                   | Лейла                |
| 2022 | ф | Вычитание              | تفریق                          | Фарзане              |